# Coptotettix minhouensis
Coptotettix minhouensis är en insektsart som beskrevs av Zheng, Z. och K. Li 2001. Coptotettix minhouensis ingår i släktet Coptotettix och familjen torngräshoppor. Inga underarter finns listade i Catalogue of Life.